# Criobiologia
La criobiologia è la branca della biologia che analizza il funzionamento degli organismi viventi, degli organi, dei tessuti e delle cellule a basse temperature. Le sue principali applicazioni sono nei campi della criologia, della crioconservazione e della criochirurgia.

## Aree di studio
Si identificano almeno sei grandi aree della criobiologia: 
1. Studio di adattamento al freddo dei microrganismi, delle piante, e degli animali vertebrati e invertebrati (inclusa l'ibernazione)
2. Crioconservazione di cellule, tessuti, gameti, ed embrioni di animale e di origine umana per scopi medici per una conservazione a lungo termine raffreddando ad una temperatura al di sotto degli 0 °C.
3. Conservazione di organi sotto condizioni ipotermiche per i trapianti
4. Liofilizzazione di farmaci
5. Criochirurgia, un approccio invasivo minimale per la distruzione di tessuti malati usando gas o fluidi criogenici
6. Fisica del superfreddo, ghiaccio, nucleazione/crescita e aspetti di ingegneria meccanica del trasferimento di calore durante il raffreddamento e il riscaldamento, applicati ai sistemi biologici. La criobiologia includerebbe anche la crionica, la conservazione a basse temperature per gli esseri umani e i mammiferi con l'intento di rivivere in futuro, sebbene questa non faccia parte della criobiologia comune, dipendendo fortemente su tecnologie non del tutto verificate. Molte di queste aree di studio si affidano sulla criogenica, branca della fisica e dell'ingegneria che studia la produzione e l'uso di bassissime temperature

## Crioconservazione in natura
Molti organismi viventi sono in grado di tollerare periodi di tempo prolungati a temperature inferiori al punto di congelamento dell'acqua. La maggior parte degli organismi viventi accumula crioprotettori come ad esempio le proteine antigelo, i polioli e il glucosio per proteggersi dai danni causati dal gelo e dai cristalli di ghiaccio. La maggior parte delle piante, in particolare, può sopravvivere a temperature tra i −4 °C e i −12 °C.

### Batteri
Tre specie di batteri, Carnobacterium pleistocenium, Chryseobacterium greenlandensis e Herminiimonas glaciei, sono stati riportati in vita dopo essere sopravvissuti migliaia di anni congelati nel ghiaccio. Altri batteri, come il Pseudomonas syringae, producono proteine specializzate utili come potenti nucleatori di ghiaccio che usano per forzare la formazione di ghiaccio sulla superficie di vari frutti e piante a circa −2 °C. Il congelamento provoca lesioni negli epiteli e rende disponibili ai batteri i nutrienti nei tessuti vegetali sottostanti. Il batterio Listeria cresce lentamente a temperature fino a −1,5 °C e persiste per qualche tempo negli alimenti surgelati.

### Piante
Molte piante subiscono un processo chiamato indurimento che gli consente di sopravvivere a temperature inferiori a 0 °C per diverse settimane o mesi.

### Animali

#### Invertebrati
I nematodi che sopravvivono al di sotto degli 0 °C includono il Trichostrongylus colubriformis e il Panagrolaimus davidi. Le ninfe degli scarafaggi (Periplaneta japonica) sopravvivono a brevi periodi di congelamento tra i -6 e i −8 °C. Il coleottero rosso della corteccia piatta (Cucujus clavipes) può sopravvivere dopo essere stato congelato a −150 °C. Il moscerino dei funghi Exechia nugatoria può sopravvivere dopo congelamento a -50 °C. Un altro coleottero tollerante al congelamento è l'Upis ceramboides. Il tardigrado è sopravvive se sottoposto per brevi periodi a temperature fino a −273 °C. Le larve di Haemonchus contortus, un nematode, possono sopravvivere 44 settimane congelate a −196 °C.

#### Vertebrati
La Rana sylvatica, in inverno, può congelare fino al 45% del suo corpo. I cristalli di ghiaccio si formano sottopelle e si intersecano tra i muscoli scheletrici: durante il congelamento, la respirazione, il flusso sanguigno e il battito cardiaco della rana cessano. Il congelamento è reso possibile da proteine specializzate e dal glucosio, che previene il congelamento intracellulare e la disidratazione. Questa rana può sopravvivere fino a 11 giorni congelata a −4 °C.
Altri vertebrati che sopravvivono a temperature corporee inferiori a 0 °C includono le tartarughe Chrysemys picta e Terrapene carolina (48 ore a −2 °C), le rane Hyla versicolor, Pseudacris crucifer e Pseudacris triseriata, il serpente Thamnophis sirtalis (24 ore a −1,5 °C), la salamandra siberiana Salamandrella keyserlingii (24 ore a −15,3 °C), la lucertola comune europea Lacerta vivipara e alcuni pesci antartici come la Pagothenia borchgrevinki.
Gli scoiattoli artici in letargo possono mantenere temperature addominali intorno ai −2,9 °C per più di tre settimane, sebbene le temperature della testa e del collo rimangano a intorno agli 0 °C o superiori.

## Applicazioni

### Applicazioni storiche
Le origini della criobiologia risalgono al 2500 a.C., quando gli Egiziani già utilizzavano le basse temperaturee in medicina. L'uso del freddo era consigliato da Ippocrate come un ottimo rimedio contro i sanguinamenti e i gonfiori. Agli albori dello sviluppo della medicina moderna, Robert Boyle studiò gli effetti delle basse temperature sugli animali.
Nel 1949 un gruppo di scienziati guidati da S. Polge sottopose per la prima volta dello sperma a un processo di crioconservazione. Oggigiorno la stessa tecnica è applicata in innumerevoli altri campi: il congelamento di organi e tessuti è un'operazione di routine. Organi quali il cuore vengono solitamente portati a basse temperature per essere trasportati in previsione di un trapianto. Lo sperma umano, gli ovociti e gli embrioni vengono trattati con azoto liquido nel corso dei trattamenti contro l'infertilità. Molti individui sono nati da sperma o ovuli congelati, e all'inizio degli anni 2000 è nato il primo uomo concepito da un ovulo crioconservato fecondato mediante sperma crioconservato.

### Tecniche di conservazione
La criobiologia applicata riguarda principalmente la conservazione di sostanze a bassa temperatura. La conservazione ipotermica avviene a temperature superiori a 0 °C ma al di sotto delle temperature corporee normali (dai 32 °C ai 37 °C). La crioconservazione avviene nell'intervallo di temperature dai -80 ai -196 °C. Organi e tessuti sono frequentemente oggetto di stoccaggio ipotermico, le singole cellule invece sono più comunemente crioconservate.
Una regola empirica della conservazione ipotermica ci dice che ogni riduzione della temperatura di 10 °C è accompagnata da una diminuzione del 50% del consumo di ossigeno. Gli animali in grado di ibernarsi possiedono meccanismi per evitare squilibri metabolici associati all'ipotermia, ma gli organi e tessuti sottoposti a conservazione richiedono soluzioni speciali per contrastare l'acidosi, la diminuzione del funzionamento della pompa del sodio e l'aumento del calcio intracellulare. Tali accorgimenti sono anche utili per minimizzare il danno da radicali liberi, prevenire l'edema, compensare la perdita di ATP, ecc.
Secondo il criobiologo americano Peter Mazur, un raffreddamento eccessivamente rapido uccide le cellule a causa della formazione di ghiaccio intracellulare, mentre il raffreddamento eccessivamente lento le uccide le cellule per tossicità o frantumazione meccanica. Però, per quanto riguarda i globuli rossi, la velocità di raffreddamento ottimale è rapida (circa 100 °C al secondo), mentre per le cellule staminali la velocità di raffreddamento ottimale è molto lenta (1 °C al minuto). I crioprotettori, come il dimetilsolfossido e il glicerolo, vengono utilizzati per proteggere le cellule dal congelamento.
I gameti e gli embrioni umani a due, quattro e otto cellule possono sopravvivere alla crioconservazione a -196 °C per 10 anni in condizioni di laboratorio ben controllate.

## Riviste internazionali di Criobiologia
- Criobiology, (Editore: Elsevier) è la pubblicazione scientifica più importante nel campo, con 60 articoli circa pubblicati ogni anno, che riguardano qualsiasi aspetto della biologia alle basse temperature ela mediciza (come congelamento, ibernazione, tolleranza e adattamento al freddo, composti crioprotettivi, applicazioni mediche per la temperatura ridotta, criochirurgia, ipotermia e perfusione di organi.

- Cryo Letters è una rivista di comunicazione britannica indipendente che pubblica articoli sugli effetti prodotti dalle basse temperature in un'ampia varietà di processi biologici e biofisici, o studi che coinvolgono tecniche a basse temperature per la ricerca in cambio biologico ed ecologico

- Cell Preservation Technology è una rivista scientifica a revisione paritaria quadrimestrale edito da Mary Ann Liebert, Inc. dedicato a diversi aspetti delle tecnologie di conservazione tra cui la crioconservazione, dry-state, anidrobiosi, vitrificazione e manutenzione ipotermica.

- Cell Preservation Technology è stata rinominata in Biopreservation and Biobanking (Bioconservazione e Biobanche) ed è la rivista ufficiale della società internazionale per i depositi ambientali e biologici (International Society for Biological and Environmental Repositories, in sigla ISBER).